# Ʋ
Ʋ ، ʋ یکی از حروف الفبای لاتین است. ترکیب این حرف ملهم از V به سبک خوابیده است. از این حرف در برخی از زبان‌های آفریقایی -مانند زبان اوه- برای نشان‌دادن آوای [β] استفاده‌می‌شود. از فرم کوچک آن- [ʋ]- در الفبای بین‌المللی آوانگاری برای نشان‌دادن همخوان اصطکاکی لبی-دندانی بهره‌می‌شود. 